# Preston (Hertfordshire)
Preston – wieś w Anglii, w hrabstwie Hertfordshire. Leży 20 km na północny zachód od miasta Hertford i 46 km na północ od centrum Londynu.